# 长春外国语学校
长春外国语学校（英語：Changchun Foreign Languages School），是位于吉林省长春市朝陽區的公立中學。1963年9月建立，是中国东北地区唯一一所教育部备案的外国语学校。學校通稱為「長外」(CCFLS)。在長春市本地，亦被稱為“外語學校”。

## 概況
長春外國語學校與1963年9月在周恩來的指示下建立，是全國首批七所外國語學校之一。2001年長春外國語學校被教育部指定為全國十三所具有保送生推薦資格的外國語學校之一。

2005年2月24日，吉林省教育廳确定長春外國語學校为吉林省首批示范性普通高中。

## 歷史沿革[4]
- 1963年: 開校。校舍位於新京東本願寺舊址。招收學生85名。
  - 9月19日舉行開學典禮。
- 1964年: 紅旗街校舍一號樓、學生食堂建成。學校遷至今址。
- 1965年: 學生宿舍樓建成。從吉林工學院購入廠房改建為師生食堂。
- 1966年: 因文化大革命的影響停課並停止招生。
- 1967年: 軍宣隊進駐學校。
- 1968年: 成立長春外國語學校革命委員會。工宣隊進駐學校。
- 1970年: 1月學校30名教師、幹部到農村插隊落戶，軍宣隊撤出學校。
  - 4月學校恢復黨、團組織生活。
- 1972年: 在農村插隊落戶的教師、幹部陸續回校工作。中宣部、外交部選拔共計30名學生進入大學。
- 1974年: 中學部恢復招生。
- 1975年: 于吉林省伊通縣籌建伊通分校。
- 1977年: 長春外國語學校被批准為開放單位，7月16日接待第一批外賓。中學部招生恢復入學考試制度。工宣隊撤出學校。
- 1978年: 吉林省教育廳指令撤銷伊通分校。
- 1979年: 新學生宿舍樓建成。
- 1981年: 撫松路家屬宿舍建成。
- 1983年: 舉辦建校二十周年活動。
- 1984年: 吉林省政府批准在長春外國語學校基礎上成立長春外國語專科學校。撫松路家屬宿舍第二期建成。
- 1987年: 長春外國語專科學校合併到長春大學。
- 1988年: 吉林省政府批准在長春外國語學校基礎上創辦吉林省外國語師範學校。
- 1991年: 吉林省教育委員會黨組批准學校成立黨委。
- 1993年: 舉辦建校三十周年活動。一號教學樓擴建。
- 1998年: 體育館建成。
- 1999年: 創辦淨月分校、朝陽分校。
- 2000年: 經吉林省教育委員會批准吉林省外國語師範學校更名為吉林省外國語師資預備校。
- 2001年: 淨月分校撤銷。
- 2002年: 朝陽分校撤銷，分校師生遷回學校本部。二號教學樓建成。
- 2003年: 師資預備校暫停招生。舉辦建校四十周年活動。
- 2008年: 綜合樓建成。運動場整修完成。
- 2009年: 與長春光機所聯合辦學，長春光機子弟小學改建為長春外國語實驗學校。
- 2013年: 舉辦建校五十周年活動。

## 基礎信息

### 校址
目前長春外國語學校使用中的校園僅有紅旗街一處，地址為吉林省長春市紅旗街1946號。

### 校歌
2013年起，校歌變更為「長外之歌」，由王嘉偉作曲，李穎作詞。

### 校訓
2013年起，啟用新的校訓「民族精神 國際視野」。在此之前，長春外國語學校校訓為「厚德博學 志存高遠」。

## 組織機構
學校由校長、黨委書記、副校長組成的領導班子負責學校的全面工作。學校分為高中部、初中部兩部分，而行政上由學校統一領導。

### 核心管理機構
- 黨委
- 工會
- 辦公室
- 教務處
- 科研處
- 國際部
- 學生處
- 財務處
- 後勤管理處
- 圖書信息中心
- 學生健康管理中心

### 年級組
年級組由核心組與班主任、科任教師構成，負責各個年級的教學與日常管理工作。

核心組包括年級主任、年級副主任的核心組成員構成，負責協調年級組工作。班主任則承擔了大多數具體的學生管理工作。科任教師通常負責某一年級的教學工作，但亦有負責多年級乃至同時負責初高中教學工作的教員。

外語科目因其特殊性單獨設署辦公，即外語教研組（分為英語、日語、俄語教研組），通常獨立於年級組。

### 附屬機構

#### 長春外國語實驗學校
長春外國語實驗學校，原名光機小學（中國科學院長春光學精密機械與物理研究所子弟小學），現成為長春外國語學校的小學部，行政、教學上基本獨立於長春外國語學校本部，于2013年搬迁至长春外国语实验学校（位于人民大街与磐石路交汇处）
编辑者为该学校2019级毕业生

## 學生組織
學生會、廣播站、記者團為學校主要的學生組織，亦為官方認可的學生組織。三者機構設置通常獨立，但實際參與者常出現身兼數職。

### 學生會
長春外國語學校學生會參與組織學校的各項活動，並單會獨開展一些學生活動、社會活動。學生會是學校由學校領導的學生組織，隸屬於校團委，但在實際工作中亦接受學生處、音體美教研組的指令。在學校組織的學生活動中，學生會通常會負責其具體規劃與執行。無活動時，學生會也會參與校園內對學生的監督管理工作。

其組織機構通常如下：
- 主席團（設主席一人，副主席若干，秘書長一人。必要時，亦得設立常務副主席，其權限略大於副主席，接近主席。）
- 秘書處
- 組織部
- 紀檢部
- 組織部
- 學習部
- 文藝部
- 體育部
- 生活部

### 廣播站
廣播站是由學校管理的學生組織，隸屬於校團委。除負責校園午休期間的廣播節目外，亦負責播發學校各項重要通知。

廣播站的硬件設施由後勤管理處負責管理。

### 記者團
記者團是由校黨委宣傳部領導、校團委指導的學生組織。在實際工作中，依照慣例，記者團團長通常由一名校學生會副主席專職負責。

校記者團由記者部、編輯部、攝影部三個部分組成。

## 學生活動

### 課外活動
- 校運動會
- 才藝大賽
- 外語週

### 社團活動
2014年12月9日，長春外國語學校舉行了社團聯合會成立大會暨社團頒牌儀式。長春外國語學校社團聯合會正式成立。

## 杰出校友
- 程永華：中國駐日大使
- 刘建超：外交部发言人
- 李思思：著名节目主持人
- 刘芳菲：著名节目主持人